# Cabo Frío
Cabo Frío (en portugués: Cabo Frio) es una ciudad turística del estado de Río de Janeiro, Brasil. Su nombre se debe a la región que está localizada en una península, por eso el nombre de Cabo y sus aguas son más frías que de las demás ciudades vecinas, por eso Frio.
Sus características son playas de arena fina y blanca, que al no contener mica, no se calienta y uno puede caminar sobre ella sin quemarse los pies. Sus aguas color turquesa dan a este verdadero paraíso un marco de ensueño. Entre sus playas más conocidas se encuentran Praia do Forte, Praia das Conchas e Praia do Peró. 
Para navegar los lugareños aconsejan recorrer todo Arraial do Cabo y visitar la imponente gruta azul.
La vida nocturna es muy intensa en actividades para ciudadanos de todas las edades, desde niños hasta ancianos.
Cabo Frío se encuentra a 27 km de Búzios y a 13 km de Arraial do Cabo, ciudades muy turísticas, también conocidas por sus playas.

## Demografía
Según el Instituto Brasileño de Geografía y Estadística, en 2010, Cabo Frío tenía 90.831 hombres (48,7%) y 95.396 mujeres (51,3%). El municipio ha demostrado un rápido crecimiento demográfico a lo largo de las décadas.

### Etnias
Según el IBGE, el municipio está formado por 88.701 personas blancas, 72.561 personas pardas, 23.555 personas negras, 1.109 personas asiáticas y 301 indígenas.
- Blancos - 47,7%
- Pardos - 39%
- Negros - 12,6%
- Mongoloides- 0,6%
- Pueblos indígenas - 0,1%

### Religión
Según el IBGE, el municipio está formado por 78.061 evangélicos, 64.006 católicos, 32.894 personas no religiosas (entre ateos y agnósticos), 6.539 espiritualistas y 6.413 personas que profesan otras religiones, como el judaísmo, el budismo, el islam, el esoterismo y el neopaganismo.
- Evangélicos - 41,7%
- Católicos romanos - 34,3%
- No religiosos (incluidos ateos y agnósticos) - 17,6%
- Espiritistas - 3,5%
- Otras religiones - 3,4%

## Referencias

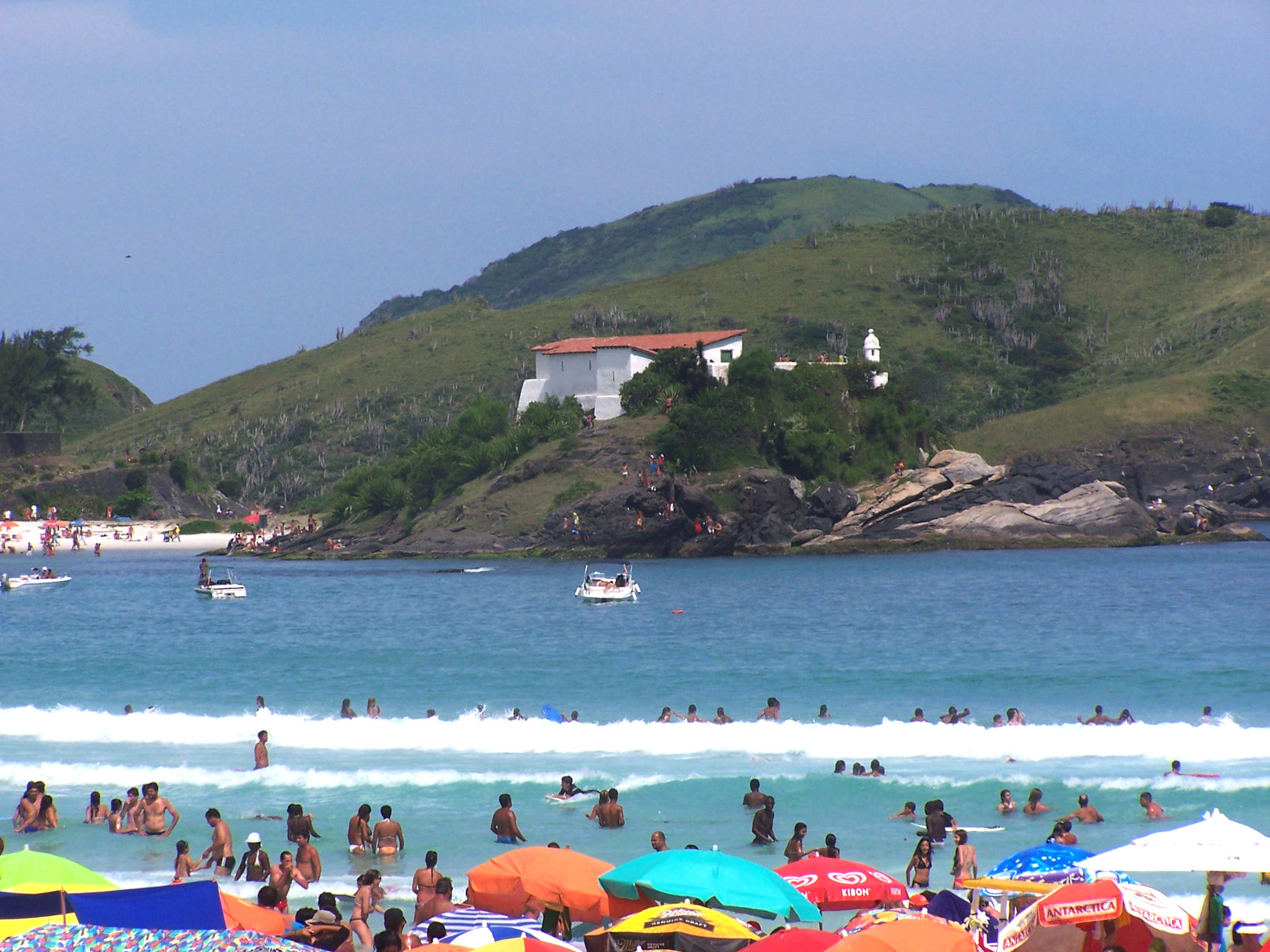
Praia do Forte es la playa más visitada de la ciudad.

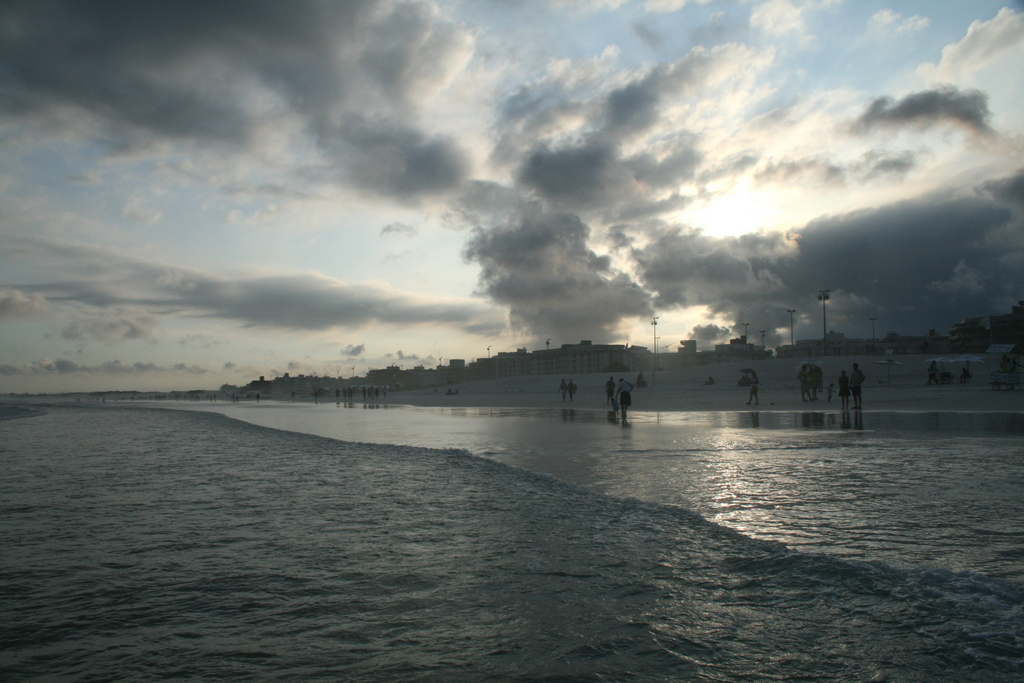
Imponente puesta de sol en Praia do Forte.